# Newton (software)
Um applet para Gnome que implementa um wiki pessoal sem necessidade de servidor. Possui inúmeros recursos. 

## Recursos
- Atualiza links para páginas movidas
- linka imagens internas e externas
- linka arquivos de mídia internos e externos
- possui licença GNU